# Теттау (Бранденбург)
Теттау (нім. Tettau) — громада в Німеччині, розташована в землі Бранденбург. Входить до складу району Верхній Шпревальд-Лаузіц. Складова частина об'єднання громад Ортранд.
Площа — 8,80 км2. Населення становить 749 ос. (станом на 31 грудня 2020).